# Gli angeli di Borsellino
Borsellinos änglar (Gli angeli di Borsellino) är en italiensk dramafilm från 2003, regisserad av Rocco Cesareo.
Filmen handlar om Emanuela, som är livvakt åt domaren Paolo Borsellino, och attackerna mot domarna Falcone och Borsellino 1992.